# Ulmus laciniata
Ulmus laciniata  es un árbol caduco, nativo de las selvas húmedas de Japón, Corea, norte de China, el este de Siberia y Sajalin, crece junto a Cercidiphyllum japonicum, Aesculus turbinata, y Pterocarya rhoifolia, en alturas de entre 700 y 2200 metros, aunque a veces más bajas, en latitudes más septentrionales, especialmente en Hokkaido.
El árbol es similar a Ulmus glabra, y se trató originalmente como tal por Houtzagers y Henry, pero más tarde le fue concedido es estado de especie, en gran medida, por la disyunción enorme en sus respectivas áreas; U. glabra se extiende por toda Europa hasta los Urales, a varios miles de kilómetros de la U. laciniata en el Lejano Oriente.

## Descripción
Ulmus laciniata principalmente se distingue por sus hojas, a menudo forma una incisión de tres a siete lóbulos apicales, dando origen a su nombre común, el olmo de hoja cortada. El árbol puede alcanzar un tamaño de 27 m de altura, aunque el tronco rara vez supera los 0,5 m de diámetro. La corteza es oscura, gris-marrón y exfolia en láminas. Las ramitas con hojas usualmente obtriangulares de <18 cm de longitud. Polinizadas por el viento son flores apétalas que se producen en el segundo año desde abril (mes de marzo en Inglaterra), seguido por sámaras elípticas de <20 × 14 mm en mayo.

## Plagas y enfermedades

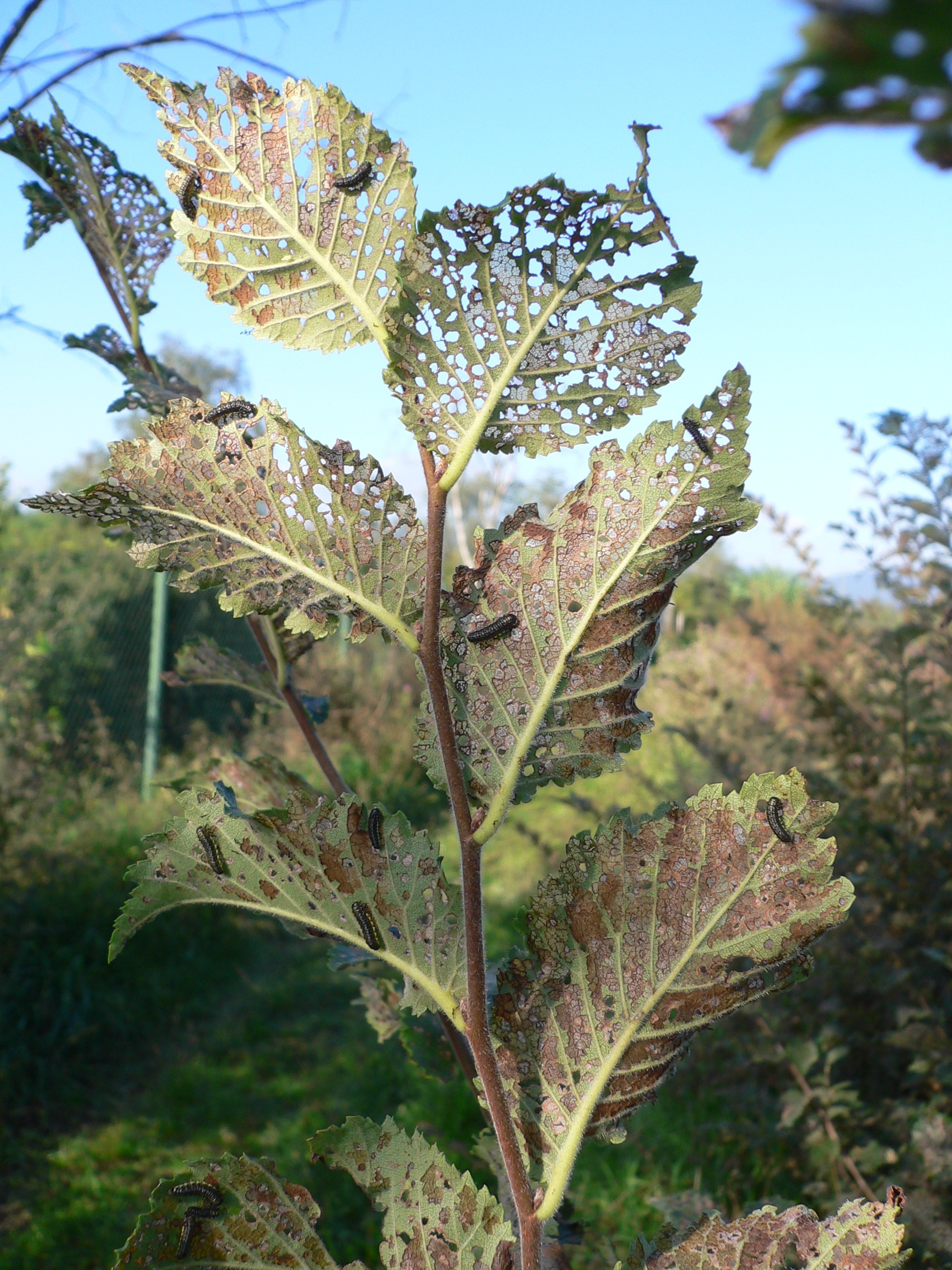
Hojas dañadas por el escarabajo.

Las poblaciones naturales de U. laciniata sólo tienen una resistencia marginal a la enfermedad del olmo holandés, clasificado 2 de 5, por debajo del Olmo japonés.
U. laciniata es severamente dañado por los escarabajos Xanthogaleruca luteola, de hecho en Italia los controles químicos son necesarios para asegurar la supervivencia de los árboles, a diferencia de sus compatriotas U. parvifolia y U. davidiana var. japonica que sobreviven ilesos.

## Taxonomía
Ulmus laciniata fue descrita por (Trautv.) Mayr y publicado en Verhandlungen der Naturforschenden Gesellschaft in Basel 3: 549. 1863.
Etimología
Ulmus: nombre genérico que es el nombre antiguo clásico para este árbol, con el nombre común en inglés de "elm" del que derivan muchos nombres europeos.

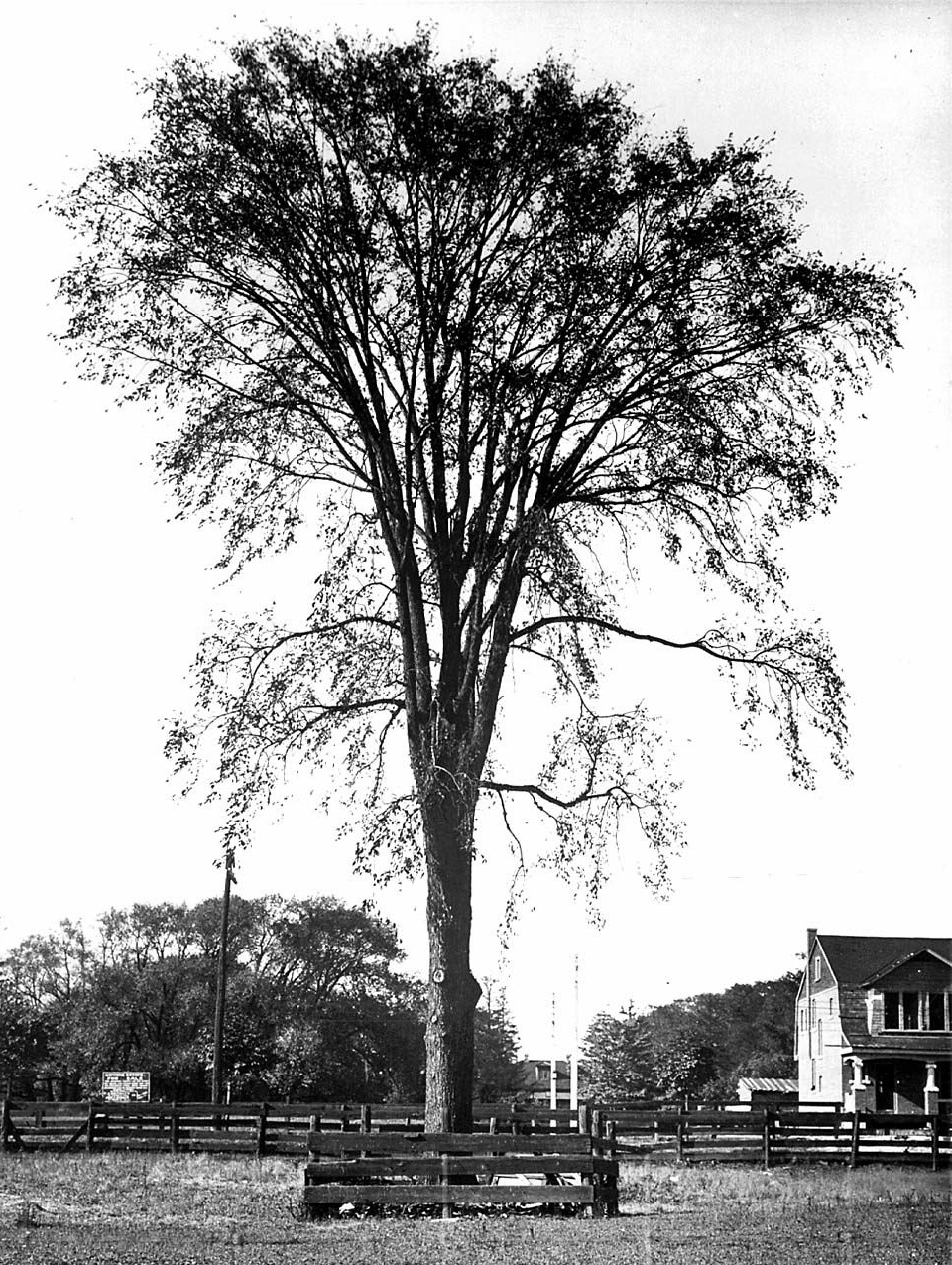
Ulmus americana, Dufferin St., Toronto, c.1914

laciniata: epíteto latino que significa "con cortes profundos".
Sinonimia
- Ulmus laciniata f. holophylla Nakai
- Ulmus major var. heterophylla Maxim. & Rupr.
- Ulmus montana var. laciniata Trautv.[13]

## Colecciones
Norteamérica
- Arnold Arboretum. Acc. no. 17909 wild collected, 250-2001 wild collected in Korea.
- Denver Botanic Gardens. Neither acc. no. nor origin disclosed.
- Morton Arboretum. Acc. no. 50-95 wild collected, Liaoning Province, China.
- U S National Arboretum  (enlace roto disponible en Internet Archive; véase el historial, la primera versión y la última)., Washington D. C., USA. Acc. nos.76252, 68989.

Europe
- Grange Farm Arboretum, Sutton St James, Spalding, Lincolnshire, UK. Grafted tree, acc. no. 701.
- Great Fontley Butterfly Conservation Elm Trials plantation, Funtley, UK, Platts M 10, (from seed collected in 2001 from specimen on campus of Hokkaido University, Sapporo).
- Hortus Botanicus Nationalis, Salaspils, Letonia. Acc. no. 18132,3,4,5,8.
- Linnaean Gardens of Uppsala, Sweden. Acc. no. 2001-1660, obtained from South Korea.
- Oxford University Botanic Garden, Harcourt Arboretum, UK. Acc. no. 19810611, from seed obtained from the Moscow Botanical Garden  in 1981. 5 specimens, all @ 3 m tall (2008), in Bluebell Wood.
- Royal Botanic Garden Edinburgh, UK. Acc. nos. 20022150 (grown from seed, Lawyer Nursery, USA); 20030906 and 20030907, both wild collected in South Korea.
- Tallinn Botanic Garden, Estonia . No accession details available.